# Der Seewolf (2009)
Der Seewolf ist der Titel eines Fernsehzweiteilers, basierend auf dem Roman Der Seewolf von Jack London, produziert von der Tele München Gruppe, Clasart Film und Gate Film in Zusammenarbeit mit dem ZDF, dem ORF und der US-amerikanischen RHI Entertainment.

## Handlung
San Francisco 1902: Kapitän Wolf Larsen, wegen seiner Härte Seewolf genannt, sucht eine Crew für seinen Schoner Ghost, mit dem er zur Robbenjagd vor den Küsten Japans fahren will. Allerdings ist dies kein leichtes Unterfangen, da er mehr als gefürchtet ist. Ebenfalls macht sich sein Bruder Death Larsen mit dem Dampfschiff Macedonia auf den Weg zu den Robbenfanggründen. An Bord ist die hübsche Schriftstellerin Maud Brewster als Passagierin, die unter falschem Namen vor ihrem Vater flieht, dem Eigner der Macedonia, da dieser sie zu einer Geldehe zwingen will.
Der Literaturkritiker Humphrey van Weyden ist zur gleichen Zeit mit einem Freund auf der Fähre Martinez unterwegs, als er durch einen Zwischenfall über Bord geht. Kurze Zeit später wird er von der auslaufenden Ghost gerettet. Doch Wolf Larsen denkt nicht daran, ihn wieder an Land zu bringen, und zwingt ihn als Kombüsenjunge auf dem Schiff zu arbeiten. Humphrey muss dabei oft die Sticheleien des Kochs Mugridge ertragen.
Währenddessen erfährt Maud Brewster in vielen Unterhaltungen mit Death Larsen immer mehr über ihn. Death hasst seinen Bruder Wolf und leistet sich mit ihm einen erbitterten Kampf um die begehrten Robbenfanggründe. Derweil muss sich der junge van Weyden in der harten Welt der Matrosen durchsetzen, doch ist Wolf Larsen dabei sein größter Gegner. Die beiden liefern sich zahlreiche Wortgefechte, bei denen Humphrey immer mehr über den Charakter Larsens erfährt.
Nachdem Larsen beim Kartenspiel mit dem Schiffskoch Mugridge das Geld gewinnt, das dieser Humphrey gestohlen hatte, will der schmierige Koch aus Rache Humphrey durch das Schleifen seines Messers Angst einjagen. Doch lässt sich Humphrey, inzwischen von fast allen nur noch Hump gerufen, nicht einschüchtern und beginnt mit dem Koch einen Messerkampf. Van Weyden gewinnt nicht nur den Kampf, sondern auch einen gewissen Respekt bei seinen Schiffskameraden. Einige Zeit später wird der Matrose Johnson von Larsen und dem Steuermann vor den Augen Humphreys fast zu Tode geprügelt, da Johnson sich über den Zustand einiger Taue beschwert hatte. Als sie den schwer verletzten Maat an Deck tragen, wird Wolf von dem jungen Leach, welcher der beste Freund Johnsons ist, bis aufs Letzte beschimpft. Anschließend verletzt er Mugridge mit einem Messer, nachdem dieser eine herablassende Bemerkung von sich gegeben hatte. In der Nacht meutert die Mannschaft. Zuerst werfen sie den Steuermann Johansson über Bord und gehen dann auf Wolf Larsen los, doch scheitert die Meuterei. Durch den Verlust Johanssons wird der unerfahrene Kombüsenjunge Humphrey zum neuen Steuermann befördert. Trotz anfänglicher Probleme hält er sich gut und beginnt, sich gegen die rauen Seemänner auf der Ghost durchzusetzen.
Nachdem die Ghost die Robbenfanggründe vor der Macedonia erreicht hat und auch einige Erfolge verbuchen konnte, gerät sie in einen schweren Sturm, bei dem drei Mann der Besatzung über Bord gehen.
Zur gleichen Zeit muss Maud Death ihre wahre Identität preisgeben. Der verkrüppelte Kapitän beauftragt den Matrosen Johnny sie zu töten, doch hilft dieser Maud von der Macedonia in einem Beiboot zu fliehen.
Derweil versuchen Leach und Johnson der gnadenlosen Faust des Kapitäns zu entkommen und flüchten mit der Hilfe Humphreys von der Ghost. Als Larsen am nächsten Morgen die Flucht bemerkt, setzt er alles daran die beiden entflohenen zu finden. Nach kurzer Zeit sichten sie ein kleines Boot, allerdings ist es van Weydens völlig entkräftete Bekannte Maud Brewster. Während sie sich unter Deck von ihrer schweren Reise erholt, holt das Schiff die beiden entflohenen Leach und Johnson ein. Doch anstatt sie wieder an Bord zu nehmen, lässt Larsen die beiden Matrosen in ihrem bereits leckgeschlagenen Boot auf dem offenen Meer zum Ertrinken zurück.
Maud beginnt Larsen und Humphrey gleichzeitig zu faszinieren. Larsen beginnt, sie in Gespräche über Literatur zu verwickeln, um ihr so näher zu kommen, doch fühlt sie sich zu van Weyden mehr hingezogen, wenn sie es auch nicht zugibt. Als die Ghost auf einen weiteren Robbenschwarm trifft, kommt es zum Aufeinandertreffen mit der Macedonia. Death, der das schnellere Schiff besitzt, schnappt seinem Bruder die Robben vor der Nase weg. Völlig erzürnt darüber erschießt Wolf einige Matrosen der Macedonia, flüchtet in eine Nebelbank und entkommt so in letzter Sekunde seinem Bruder. Allerdings wird der Koch Mugridge bei der Schießerei von einer Kugel in den Arm getroffen.
In der Nacht versucht Wolf Maud zu vergewaltigen, doch kann Humphrey dazwischengehen. Als Larsen sich wieder aufrichtet, bricht er unter starken Kopfschmerzen leidend zusammen. Van Weyden hilft ihm und überzeugt Maud anschließend, mit einem Beiboot von der Ghost zu flüchten. Während die beiden auf dem Meer treiben, meutert die Besatzung der Ghost und liefert ihren Kapitän seinem Bruder aus. Nachdem er die Kajüte Wolfs durchwühlt hat und dabei auf ein Bild ihrer Kindheit gestoßen ist, lässt Death Larsen den inzwischen erblindeten Wolf auf der Ghost zurück und fährt mit dessen Besatzung weiter, auf der Suche nach weiteren Robben.
Inzwischen sind Humphrey und Maud auf einer einsamen Insel gestrandet. Eines Morgens entdeckt van Weyden die gestrandete Ghost und ihren blinden Kapitän. Wolf Larsen weigert sich Humphrey und Maud das Schiff zu überlassen, als sie ihm von ihrem Plan erzählen, es wieder seetüchtig zu machen. Trotz seiner Erblindung fürchten beide den gefährlichen Kapitän, weshalb Humphrey immer ein Gewehr auf ihn gerichtet hat. Doch durch einen Trick schafft es Larsen, ihn zu überwältigen. Kurz bevor Larsen Humphrey erwürgen kann, kommt Maud dazwischen und rettet van Weyden. Daraufhin ketten sie Larsen in seiner Kajüte an. In seiner aussichtslosen Situation beginnt Wolf, das Geheimnis über ihn und seinen Bruder zu lüften. Der Vater der beiden habe Death dafür gehasst, dass er verkrüppelt war, weshalb er Wolf bevorzugt habe. Eines Tages sei Death mit einem Messer zu Wolf gekommen, habe sich selber das Gesicht aufgeschlitzt und daraufhin behauptet, sein Bruder sei es gewesen, worauf dieser all die Liebe bekommen habe, die er wollte. Wolf aber hätte die Lüge nie bestritten. 
Kurz darauf stirbt Wolf Larsen an einem Hirntumor, der die Kopfschmerzen und Erblindung verursachte. Humphrey und Maud schaffen es, die Ghost wieder seetüchtig zu machen und bestatten Larsen auf hoher See. Nachdem sie sich näher gekommen sind, werden sie von einem anderen Schiff gerettet.

## Hintergrund
Gedreht wurde die 12 Millionen Euro teure Produktion in Halifax/Kanada.
Der Schoner, welcher im Film Wolf Larsens Ghost ist, ist ein echter Segelschoner aus dem Jahr 1924 und wurde eigens für die Produktion umgebaut.
Bei einer gefährlichen Aufnahme setzte sich Kameramann Richard Greatrex, gegen den Willen des Regisseurs, bei starkem Wellengang auf den Bugspriet des Schiffes, um eine Großaufnahme mit Hauptdarsteller Sebastian Koch zu drehen.
Für die Sturmsequenz wurde extra ein großer Behälter mit einem exakten Nachbau des Decks der Ghost gebaut, an dessen Seiten literweise Wasser auf die Schauspieler gespült wurde.
Großes Aufsehen bekam vor allem eine Szene, in der Sebastian Koch einen echten Seehund schlachtete. Diese Aufnahme löste große Bestürzung bei den Tierschützern aus.

### Unterschiede zur Romanvorlage
Der Bruder Wolf Larsens, Death Larsen, wird im Roman nur erwähnt. Im Film hingegen ist er eine Hauptfigur.
Im Roman befindet sich Maud Brewster auf einem japanischen Kreuzer, der während der Überfahrt untergeht, woraufhin sie in einem Rettungsboot von der Ghost gerettet wird. Im Film hingegen wird sie zu einer Geldehe gezwungen und flüchtet unter falschem Namen auf die Macedonia, das Schiff ihres Vaters, dessen Kapitän Death Larsen ist. Als Death ihre wahre Identität erfährt, flieht sie in einem Boot und wird später von der Ghost aufgelesen.
Im Roman wird der Konflikt der beiden Larsen-Brüder nur am Rande erwähnt, während er im Film große Bedeutung hat.
In der Romanvorlage wird der Schiffskoch Mugridge als Strafe für seine Unordentlichkeit an einem Tau hinter dem Schiff hergezogen, wobei ihm von einem Hai der rechte Fuß abgebissen wird. In der Verfilmung hingegen wird ihm anstelle des Haiangriffs bei der Schießerei zwischen der Ghost und der Macedonia in den Arm geschossen.
Im Film geht Humphrey van Weyden durch einen Zwischenfall über Bord der Fähre Martinez. Im Roman allerdings kollidiert das Schiff mit einer anderen Fähre und sinkt, worauf van Weyden auf das offene Meer getrieben wird.

## Rezeption

### Einschaltquoten
Die Einschaltquoten des ersten Teils beliefen sich bei der Erstausstrahlung im ZDF am Sonntag, den 1. November 2009 auf 3,89 Millionen Zuschauer, die des zweiten Teils am Mittwoch, den 4. November 2009 auf 3,21 Millionen Zuschauer und einen Marktanteil von 10,1 %. Die Sendung blieb damit unter dem Zuschauerschnitt des ZDF. In Österreich erreichte der zweite Teil auf ORF2 am 4. November 2009 413.000 Zuschauer und einen Marktanteil von 16,0 Prozent.

### Kritik
Peter Zander verglich in der Welt den ZDF-Seewolf mit der ein Jahr zuvor gesendeten ProSieben-Version: „Nach der extrovertierten Actionversion nun also sensibles Seelenschippern. Das gewinnt seine Dramatik weit nachhaltiger durch das intensive Spiel seiner Darsteller und ein feineres Drehbuch, kann aber den Kretschmann-Larsen doch nicht ganz vergessen machen.“
Der Westen lobte die schauspielerischen Leistungen, vor allem Sebastian Koch als Kapitän Wolf Larsen.
In der Kritik des Spiegel fiel die Neuverfilmung durch. Rainer Tittelbach war begeistert.

### Auszeichnungen
- 2010
  - Nominierung für den Adolf-Grimme-Preis in der Kategorie Fiktion/Serien & Mehrteiler
  - Nominierung für den International Emmy Award in der Kategorie Bester Hauptdarsteller für Sebastian Koch

## Kauf-Veröffentlichungen
Am 5. November 2009 erschien der Zweiteiler auf DVD und Blu-ray.